# Strophanthus singaporianus
Strophanthus singaporianus är en oleanderväxtart som först beskrevs av Nathaniel Wallich och George Don jr, och fick sitt nu gällande namn av Ernest Friedrich Gilg. Strophanthus singaporianus ingår i släktet Strophanthus och familjen oleanderväxter. Inga underarter finns listade i Catalogue of Life.